# 亘理氏
亘理氏（わたりし）は、武家・士族だった日本の氏族。陸奥国亘理郡を根拠地とした。古くは曰理と表記した。

## 概要

### 亘理氏（鎌倉時代～安土桃山時代）
千葉常胤の三男・武石胤盛が、奥州合戦で父が得た所領の内から亘理郡など3郡を分与され武石氏を名乗り、14世紀初頭にその曾孫・宗胤が亘理に入って小堤城に拠ったことに始まり、暦応2年（1339年）に7代・広胤が亘理氏を称する。16世紀初頭には急速に勢力を拡大していた伊達稙宗の傘下に入った。戦国時代の当主・亘理宗隆には男子がいなかったため、稙宗に嫁がせた娘との間に生まれた綱宗と元宗を養嗣子とした。
葛西大崎一揆の後に伊達氏が岩出山城へと転封になると、亘理氏も遠田郡涌谷城へと移された。元宗の子・重宗は伊達政宗の庶子・宗根を婿養子としていたため、宗根は重宗の隠居領である栗原郡高清水城を継承して亘理氏を称した（後に登米郡佐沼城へと移る。佐沼亘理家）。

### 涌谷伊達家（江戸時代）
重宗の嫡男で家督を継いで涌谷を領していた定宗には、慶長11年（1606年）に伊達姓が与えられて伊達一門に列した（涌谷伊達家）。涌谷伊達家は、江戸時代を通して仙台藩で遠田郡涌谷要害を中心に2万2600石を知行した。

### 亘理家（明治以降）
幕末維新期の当主胤元は、明治2年（1869年）に伊達から亘理に復姓。
明治17年（1884年）に華族が五爵制になった際に定められた『叙爵内規』の前の案である『爵位発行順序』所収の『華族令』案の内規（明治11年・12年ごろ作成）や『授爵規則』（明治12年以降16年ごろ作成）では旧万石以上陪臣が男爵に含まれており、亘理家も男爵候補に挙げられているが、最終的な『叙爵内規』では旧万石以上陪臣は授爵対象外となったため亘理家は士族のままだった。
明治15年・16年ごろ作成と思われる『三条家文書』所収『旧藩壱万石以上家臣家産・職業・貧富取調書』は、旧禄高2万2600石、所有財産および職業は空欄、貧富景況は可と記している。
明治15年8月に胤元は死去し、長男の胤正が相続。彼は養鶏業など農事改良に尽力した後、大正4年（1915年）3月の第12回衆議院議員総選挙に立候補して衆議院議員に当選を果たしている。
『叙爵録』（明治三十三ノ一年）所収の明治33年5月5日付け宮内省当局側審査書類のなかで亘理家は、他の旧万石以上陪臣家とともに男爵位の授爵が検討されている。しかし亘理家は「旧禄高壱万石以上と唱うるも大蔵省明治四年辛未禄高帳記載の高と符合せざるもの又は禄高帳に現米を記載し旧禄高の記載なきに因り調査中のもの」12家の中に分類されたために選に漏れた。また石川小膳、伊達宗充、留守景福、茂庭敬元と同様に表高は2万2600石ながら「現石五十八石五斗」と書かれている。
その後も亘理家に授爵はなく、同家が華族になることはできなかった。

## 歴代当主

### 亘理氏（武石氏）
1. 武石胤盛
2. 武石胤重
3. 武石胤氏
4. 武石宗胤
5. 武石治胤
6. 武石高広
7. 亘理広胤
8. 亘理行胤
9. 亘理重胤
10. 亘理胤茂
11. 亘理茂連
12. 亘理宗清
13. 亘理茂元
14. 亘理元胤
15. 亘理宗元
16. 亘理宗隆
17. 亘理元宗 - 伊達稙宗の子、母は宗隆の娘
18. 亘理重宗
19. 亘理定宗

### 涌谷伊達家
1. 伊達定宗
2. 伊達宗重
3. 伊達宗元
4. 伊達村元
5. 伊達村定
6. 伊達村盛
7. 伊達村胤
8. 伊達村倫 - 伊達宗村の子
9. 伊達村常 - 石川村俊の九男
10. 伊達村清
11. 伊達義基
12. 伊達邦隆
13. 亘理胤元 - 明治2年（1869年）亘理に復姓
14. 亘理胤正
15. 亘理正彦 - 元・元涌谷村長

### 佐沼（高清水）亘理家
（※ 3代元篤から9代隆胤までの歴代当主は、宗家の涌谷伊達家当主より偏諱を受けた）
1. 亘理宗根 - 伊達政宗の子。
2. 亘理宗喬 - 伊達宗根の孫、亘理宗廣の子。
3. 亘理元篤（宗紹・藤一郎） - 伊達宗元の子、伊達村元の弟。
4. 亘理定根 - 伊達村定より1字を賜う。
5. 亘理倫篤 - 伊達村倫より1字を賜う。宝暦7年（1757年）高清水から佐沼へ移封
6. 亘理常篤 - 伊達村常より1字を賜う。
7. 亘理清胤 - 伊達村清より1字を賜う。
8. 亘理基胤 - 伊達義基より1字を賜う。
9. 亘理隆胤 - 伊達邦隆より1字を賜う。登米郡佐沼町初代町長